# San Giuseppe al Trionfale

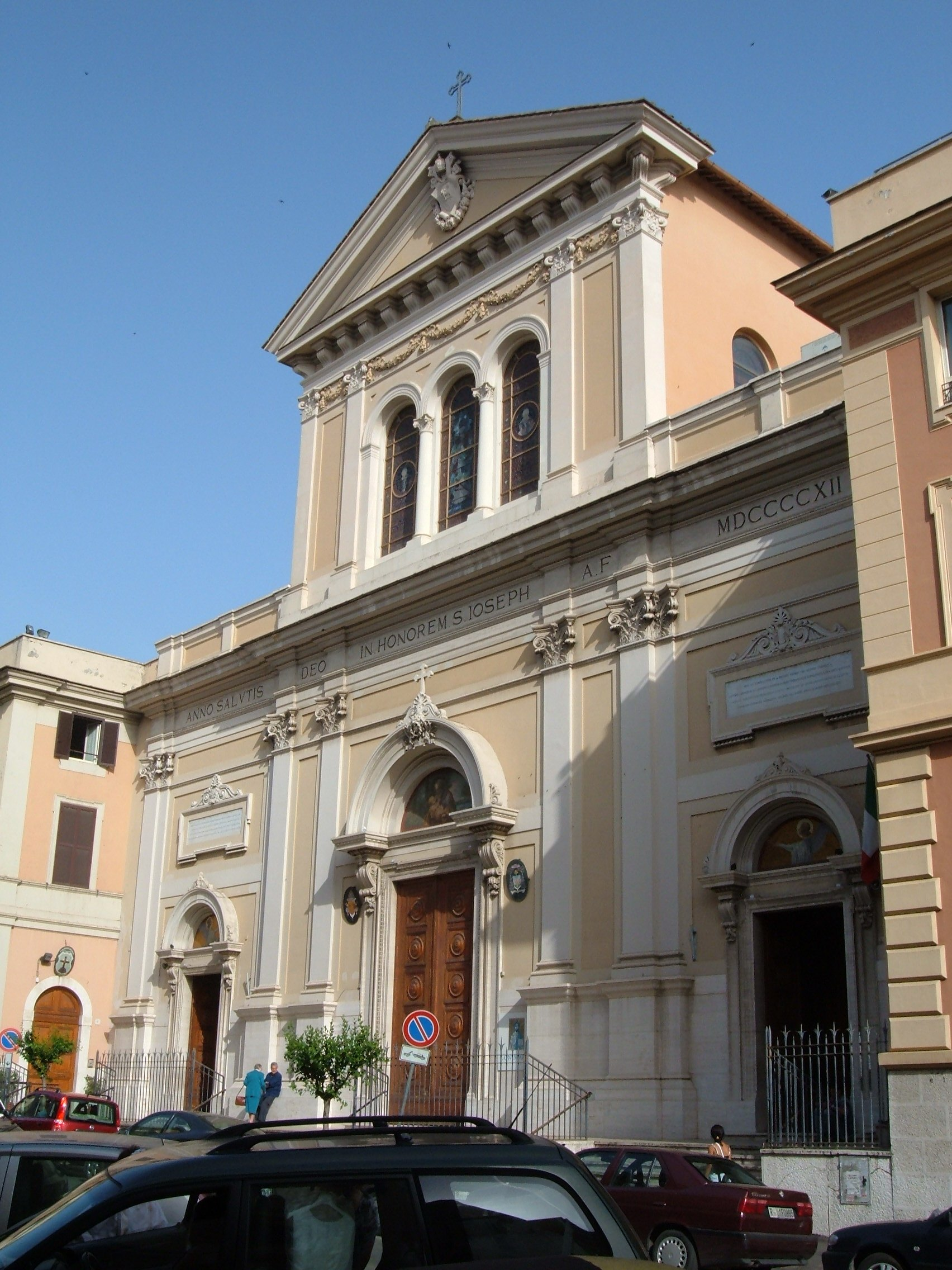
Vista da fachada.

San Giuseppe al Trionfale é uma igreja titular e basílica menor de Roma, localizada na Via Bernardino Telesio, 4, no quartiere Trionfale. É dedicada a São José, pai de Jesus. O cardeal-presbítero protetor da diaconia cardinalícia de São José na Via Trionfale é Severino Poletto (pro hac vice), arcebispo-emérito de Turim.

## História
A construção desta igreja foi realizada graças ao empenho de Dom Luigi Guanella, um amigo pessoal do papa Pio X e grande devoto do santo esposo da Virgem Maria. Em 1909, graças a algumas doações privadas recolhidas por ele — que havia chegado em Roma vindo de Valtellina menos de um ano antes — e ao apoio financeiro da Santa Sé, com base num projeto de Aristide Leonori, foi iniciada a construção de um imponente edifício, localizado bem perto da Muralha do Vaticano, no populoso quartiere Trionfale.

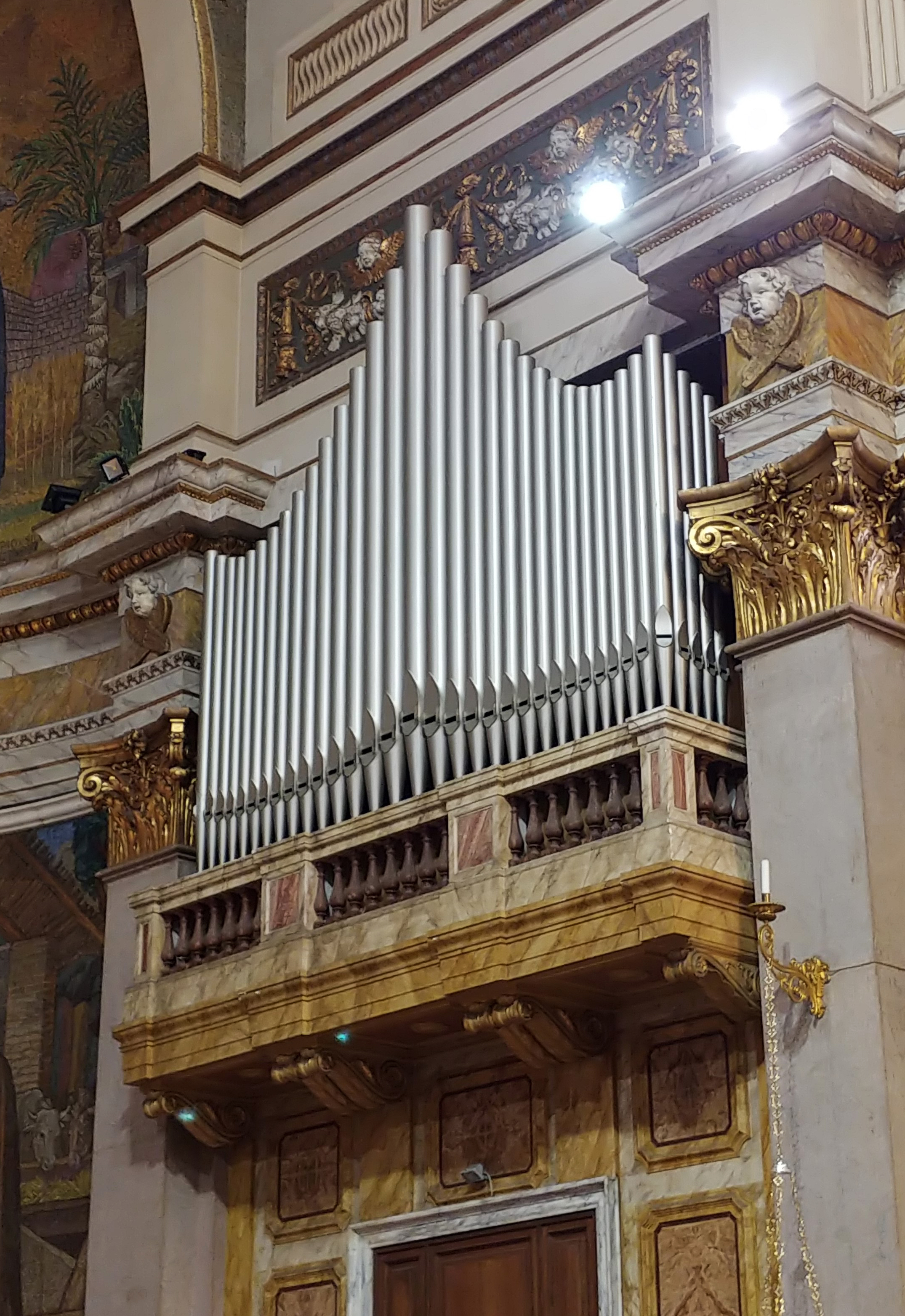
Órgão de tubos.

Além de seus aspectos arquitetônicos, San Giuseppe também tinha um importante valor no campo urbanístico, pois, assim como em outros quartieres e no vizinho rione Prati (que se desenvolveu mais ou menos na mesma época), havia uma certa tendência anti-clerical difusa desde o final do século XIX no recém-nascido estado italiano revelada, em contraste com o Vaticano, na prática de minimizar a importância dos lugares de culto nos novos desenvolvimentos urbanos, relegando-os a terrenos de frente para vias secundárias e não, como seria de se esperar, de frente para praças ou nas vias principais (também neste caso, no qual a Piazzale degli Eroi fica muito próxima e já apresenta prédios civis e de serviços, como escolas primárias e hospitais oftalmológicos).
A igreja foi inaugurada para culto em 24 de maio de 1912 e, através da constituição apostólica "Cum incolarum", tornou-se a sede dos direitos e rendas paroquiais da igreja de San Marcello al Corso (cuja paróquia havia sido suprimida em 1909). Na mesma época foi iniciada a construção da vizinha Residenza San Giuseppe, que se tornou a sede da mais importante escola de enfermagem religiosa de Roma, hoje parte do Grupo Segesta. Desde a inauguração, a igreja está aos cuidados dos sacerdotes dos Servos da Caridade (conhecidos como Opera Don Guanella). Em 1956, a igreja passou por uma grande reforma durante a qual o presbitério foi ampliado e uma nova abside foi construída. O campanário também é desta época. Em 1964, a nova abside ganhou seus mosaicos.

Em 1967, o papa Paulo VI elevou a paróquia a sede da diaconia cardinalícia de São José na Via Trionfale através da constituição apostólica "Pulcherrima templa". Três anos depois, ele concedeu a ela o título de basílica menor. Foi também em 1967 que a igreja recebeu o seu órgão de tubos, um modelo Mascioni opus 886. Em 1971, o presbitério, os "semi-transeptos" e as capelas laterais foram reorganizados.

## Descrição

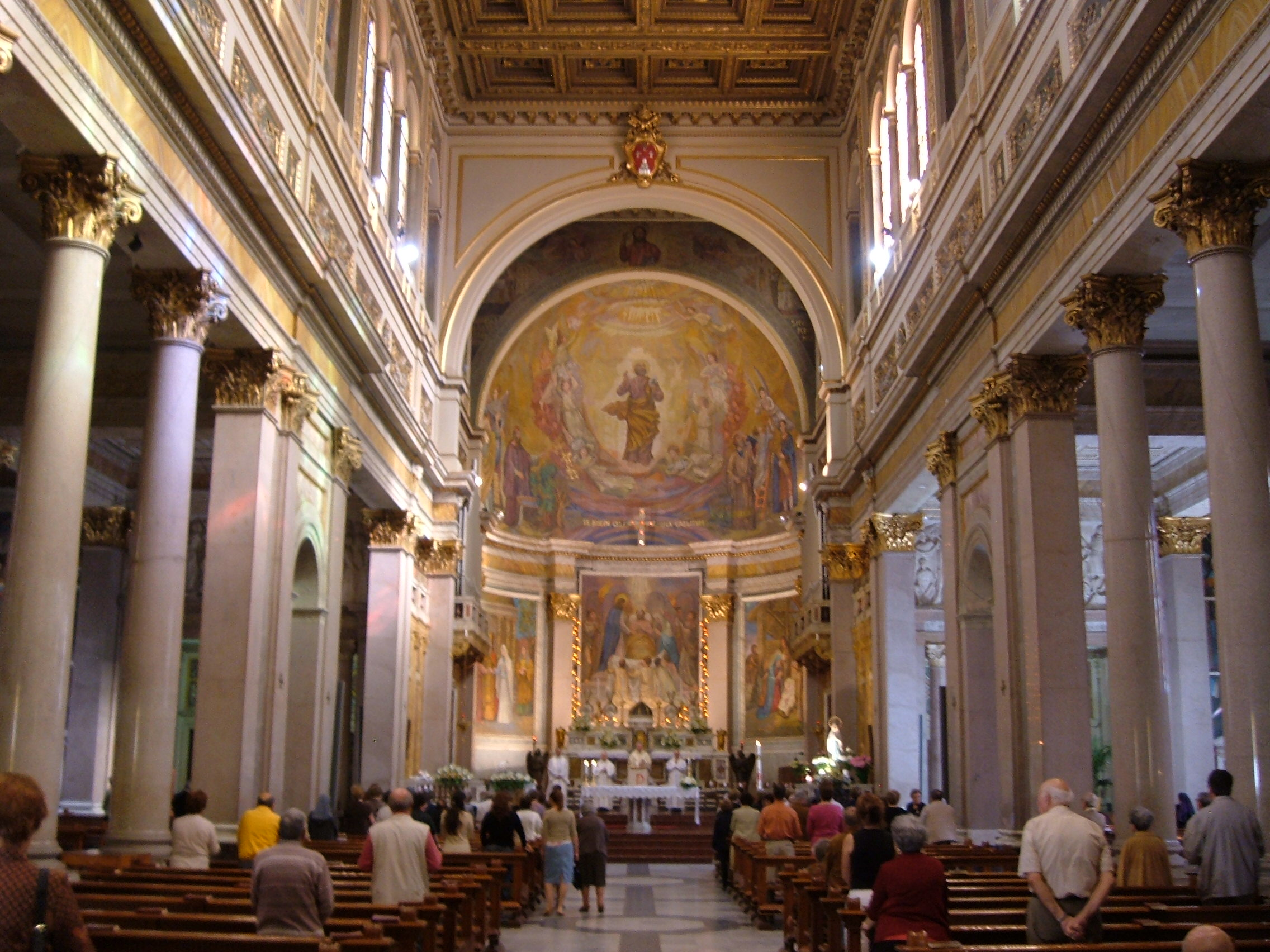
Vista do suntuoso interior.

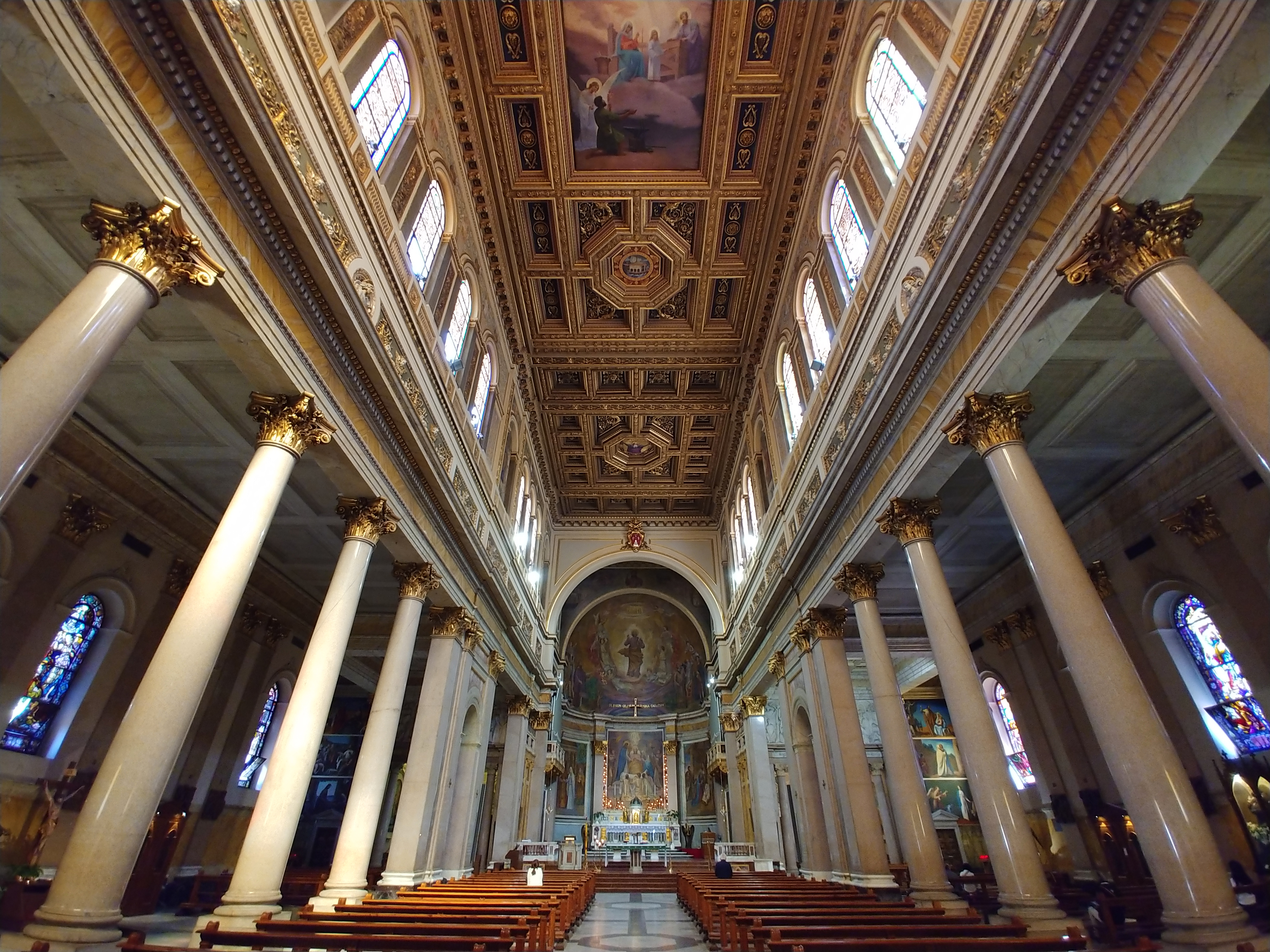
Outra vista do interior.

### Exterior
A igreja é um grande edifício neorromânico com planta basilical e planta em cruz latina, apesar de o braço esquerdo do transepto estar incorporado aos edifícios da escola (cujos edifícios flanqueiam os dois lados da fachada também). A nave central com corredores laterais tem nove baias. Não há um transepto propriamente dito, mas dois "semi-transeptos" que partem lateralmente da oitava baia conferindo à estrutura uma largura maior naquele ponto do que o resto da nave e seus corredores. Esta característica é que confere à igreja sua planta em cruz latina. Depois da nave está o presbitério, de apenas uma baia, e uma abside semicircular. Dos lados dele estão um par de capelas laterais no final de cada um dos corredores. No entablamento da fachada está a inscrição dedicatória, "Anno salutis Deo, in honorem S[ancti] Ioseph, A[d] F[inem] MDCCCCXII". Notáveis também são as portas de madeira na entrada principal. Elas tem duas fileiras verticais com cinco painéis cada, cada um deles com um escudo esculpido em alto-relevo, todos do século XVI e oriundos da Catedral de Milão.
San Giuseppe é conhecida pela qualidade de seus oito sinos, abrigados num campanário isolado da igreja e anexo ao edifício mais à esquerda da escola (este, por sua vez, encostado à parede esquerda da igreja). 

### Interior
O interior é suntuosamente decorado em estilo barroco tradicional e em nada lembra um ambiente construído no século XX. A abside está inteiramente recoberta por mosaicos acrescentados em 1964 por Pio e Silvio Eroli. Atrás do altar do sacrário está "Leito de Morte de São José", no qual ele está acompanhado pela Virgem Maria e pelo Menino Jesus. À direita está a "Natividade" e à esquerda, "Casamento de Nossa Senhora e São José". A concha é ocupada por um enorme mosaico da "Apoteose de São José". No arco triunfal (que separa a nave do presbitério) estão "Cristo em Majestade" ladeado pelos quatro patriarcas Abraão, Isaac, Jacó e José.
No santuário da "Pietà", no corredor da direita, está um vitral de 2000 representando São João Paulo II abrindo a Porta Santa da Basílica de São Pedro para o Grande Jubileu. A capela lateral no final do corredor da direita é dedicada a São Luigi Guanella. Ela recebeu, em 1972, uma peça-de-altar com uma imagem de Dom Luigi pintada por Aristide Capanna, mas, quando ele foi canonizado em 2011, ela foi reformada e esta pintura foi substituída por um mosaico dele distribuindo pão para os pobres, obra de Claudio Valente. Notável no projeto é que a cesta de onde São Luigi recolhe os pães é, na verdade, o sacrário da igreja, que é, juntamente com a cruz do altar e os dois candelabros, obra da irmã Anna Maria Kurek, da Polônia. A parede lateral é decorada por pinturas de Luigi Filocamo: à esquerda, São Luigi está celebrando uma missa na nova igreja; à direita, ele está venerando São José juntamente com o papa São Pio X. Sobre a entrada da capela está um baixo-relevo dele com pessoas em sofrimento.
O semi-transepto da direita é dedicado a Nossa Senhora da Divina Providência e é decorado por duas janelas de São Luigi e afrescos com cenas da vida de São José. A capela no corredor da esquerda é dedicada a São Pio X e também conta com um baixo-relevo na entrada com cenas do ministério do papa.